# Мистер Твистер
«Мистер Твистер» — сатирическая поэма Самуила Маршака, написанная в 1932—1933 годах, в которой высмеивается расизм.

## Сюжет
Бывший американский министр, а ныне банкир, «владелец заводов, газет, пароходов» мистер Твистер решил на досуге объехать мир. Он посоветовался с женой и дочерью Сюзи. Последняя настояла на поездке в СССР (а именно в Ленинград), представления о котором у неё самые «клюквенные»:

Я буду питаться зернистой икрой,

Живую ловить осетрину,

Кататься на тройке над Волгой-рекой

И бегать в колхоз по малину!

Твистер с семейством едет в СССР на пароходе, предварительно договорившись с конторой Кука о том, чтобы ни на пароходе, ни в гостинице не было «негров, малайцев и прочего сброда, так как он не любит цветного народа». Приехав в Ленинград, мистер Твистер и его семья остановились в гостинице «Англетер», и всё было гладко, пока они не увидели на одном из этажей чернокожего постояльца. Твистер вспылил, отменил бронирование и уехал, однако в других ленинградских гостиницах свободных номеров не нашлось:

Прибыло много народу на съезд.

Нет, к сожаленью, в гостинице мест!

Вернувшись в «Англетер», уставший Твистер обнаружил, что номера уже сданы. Не менее уставшая Сюзи даже предлагает отцу купить дом, но тот отвечает, что ему «не захочет продать Ленинград». Семейство с большим трудом переночевало, и мистеру Твистеру приснилось, что он вернулся на родину, но его не пустили домой:

Старый слуга отпирает подъезд.

— Нет, — говорит он, — в Америке мест.

Утром спящего Твистера обнаружили игравшие в холле чернокожие дети. Они пожалели его, однако чистильщик башмаков, служащий в гостинице, объяснил им, что таких, как Твистер, жалеть нечего. Ведь причиной такого положения послужила его собственная непомерная гордыня, из-за которой он брезгует находиться рядом с чернокожими:

Очень гордится он белою кожей,

Вот и ночует на стуле в прихожей.

В конце концов Твистеру и его семье нашли два номера, и он согласился, даже несмотря на наличие в соседях «цветного народа».

## История
Толчком к созданию поэмы послужила история, рассказанная Маршаку академиком Дмитрием Мушкетовым, — о том, как один из американских туристов остался в Ленинграде без ночлега после того, как отказался поселиться в одной гостинице с негром. Об этом рассказывал сам поэт в одном из своих писем.
Поэма, как и многие произведения Маршака, подвергалась многократной авторской правке. Так, например, ранее бывший министр носил фамилии «Блистер» и «Пристер», а также был вариант с бизнесменом Порком (от англ. pork — «свинина»), который делает «знаменитый бульон». Автомобиль, перевозивший Твистеров по Ленинграду, в некоторых редакциях — «ЗИС» (серебряный «ЗИС» — марка на пробке машины), а в некоторых — иномарка «Линкольн» («серебряный пёс…»).
В ранних вариантах привратник «Англетера» после отъезда семейства Блистеров (они же Твистеры) обзвонил все ленинградские гостиницы и попросил швейцаров отвечать заезжим американцам, что мест нет, и те согласились. Впоследствии Маршак исключил этот эпизод из поэмы: как он писал одному из своих знакомых, редакции убеждали его, «будто бы интуристы перестанут ездить к нам, если несколько швейцаров могут объявить мистеру Твистеру бойкот… Я очень неохотно согласился на изменения, но спорить тогда было трудно».
По словам Евгения Шварца, Корней Чуковский отозвался о поэме так: «Это такое мастерство, при котором и таланта не надо! А есть такие куски, где ни мастерства, ни таланта — „сверху над вами индус, снизу под вами зулус“ — и всё-таки замечательно!».
Дело в том, что в одном из первоначальных изданий предупреждение швейцара звучало так:

Номер направо снимает китаец,

Номер налево снимает малаец,

В номер над вами въезжает индус,

В номер под вами приехал зулус.

Был у Чуковского и другой отзыв об этой поэме:

Помню, когда он впервые прочитал мне ранний вариант своего «Мистера Твистера» — в ту пору тот был ещё «Мистером Блистером», — я считал стихотворение совершенно законченным, но оказалось: для автора это был всего лишь набросок, первый черновик черновика, и понадобилось не меньше десяти вариантов, пока Маршак наконец достиг того звукового узора, который ныне определяет собой весь стиль этих звонких и нарядных стихов… И даже после того как стихи напечатаны, он снова и снова возвращался к ним, добиваясь наиболее метких эпитетов, наиболее действенных созвучий и ритмов.

## Интересные факты
- В 1963 году Маршак написал стихотворение «Африканский визит мистера Твистера», по сюжету которого, бывшему министру, колебавшемуся, ехать ему в Африку или нет, отказали в выдаче визы «на родину негра Отелло»[6].
- В 1935 году поэт Александр Флит написал на поэму пародию «Мисс Таблистер», посвященную таблице умножения[7].
- Мистер Твистер упоминается в сатирическом стихотворении Сергея Михалкова «Свобода слова»:

Были всякие туристы,

И когда-то, говорят,

Сам министр мистер Твистер

Приезжал к нам в Ленинград.

- Фраза «владелец заводов, газет, пароходов» стала крылатой.
- По словам музыканта одноимённой группы Валерия Лысенко, именно название поэмы Маршака было взято в качестве названия группы: «Все в детстве читали Маршака. У нашего басиста до сих пор есть старая рваная пластинка Маршака — прикольный раритет. Потом у этого названия обнаружилось множество значений. Это неофициальный титул Чабби Чекера — основателя твиста. Твистер на американском жаргоне означает мошенник. Были даже стратегические ракеты с таким названием»[9]. Кроме того, в песне «Мистер Твистер» содержатся строки «Мы это выбрали названье, Маршака перечитав»[10].
- Юрий Иванович Чирков в своей повести «А было все так…» приводит воспоминания Бобрищева-Пушкина Александра Владимировича:

«…вскорости после моего возвращения в Россию прочитал я маршаковского „Мистера Твистера“, но у меня неискоренимая адвокатская привычка: несправедливо обвиняемых защищать, ну и написал я в защиту мистера Твистера пародию в маршаковском стиле…:
Дети, не верьте, всё врёт вам Маршак,

Мистер Твистер совсем не дурак,

Быть не могло этой глупой истории

Ни в „Англетере“ и ни в „Астории“…»
- В ранних изданиях швейцар обзванивает «коллег» из других гостиниц, предлагая воспитать строптивого иностранца. В поздних изданиях этот «заговор» отсутствует.

## Постановки и экранизации
- В 1950 году в Государственном академическом центральном театре кукол С. В. Образцова была осуществлена инсценировка поэмы вместе с постановкой пьесы «Петрушка-иностранец» под общим заголовком «Мистер Твистер и Петрушка-иностранец».
- В 1963 году по поэме на студии «Союзмультфильм» был снят одноимённый мультипликационный фильм (режиссёр Анатолий Каранович), сценарий которого написал сам Маршак. Реплику Сюзи о том, чем она собирается заниматься в Советском Союзе («Я буду питаться зернистой икрой…» и т. д.), из мультипликационной версии исключили. Зато туда вошёл эпизод, когда швейцар «Англетера» обзванивает других швейцаров, чтобы те отказали Твистеру[11]. Этот эпизод позаимствован из ранних редакций поэмы. В окончательном варианте швейцар разговаривал с конторой «Туриста».
- В 1971 году вышла грампластинка фирмы «Мелодия» (Д 30039-90). Музыку Михаила Зива исполняют вокальный квартет и инструментальный ансамбль под управлением А. Ройтмана, читает Николай Литвинов.